# Dorian Blues
Dorian Blues je americký hraný film z roku 2004, který režíroval Tennyson Bardwell podle vlastního scénáře. Film popisuje osudy mladíka Doriana, který se vyrovnává se svou homosexualitou. Snímek měl světovou premiéru na San Jose Cinequest Film Festivalu 12. března 2004.

## Děj
Dorian žije v malém městě. V rodině má hlavní slovo otec, který je velkým obdivovatelem Nixona. Dorian je gay a svěří se pouze svému mladšímu bratrovi Nickimu. Odhodlá se tuto skutečnost sdělit také otci, ale jeho reakce je odmítavá a Dorian raději odchází z domu. Po maturitě odchází studovat do New Yorku. Zde si najde přátele i partnera, ovšem jeho vztah k lidem v okolí je problematický. Jednoho dne za ním přijíždí bratr Nicky, který má problémy na univerzitě. Druhý den jim telefonuje matka, že jejich otec zemřel. Vracejí se proto oba domů na pohřeb.

## Obsazení
| Michael McMillian       | Dorian Lagatos     |
| Lea Coco                | Nicky Lagatos      |
| Steven Charles Fletcher | Tom Lagatos        |
| Mo Quigley              | Maria Lagatos      |
| Austin Basis            | Spooky             |
| Ryan Kelly Berkowitz    | Tiffany            |
| Chris Dallman           | Andrew             |
| Carl Danna              | kněz               |
| Leslie Elliard          | terapeut           |
| Sian Heder              | Ellie              |
| Cody Nickell            | Ben                |
| Jeff Paul               | sociální pracovník |